# Josef Silný
Josef Silný (* 23. Januar 1902 in Kroměříž, Österreich-Ungarn; † 15. Mai 1981) war ein tschechischer Fußballspieler. Silný bestritt 50 Länderspiele für die Tschechoslowakei und wurde 1934 Vizeweltmeister.

## Vereinskarriere
Josef Silný spielte als Jugendlicher für Hanácka Slavia Kroměříž und wechselte mit 21 Jahren zu Slavia Prag. Dort setzte sich der Mittelstürmer schnell durch und konnte 1925 den Titelgewinn in der Premierensaison der 1. Liga feiern, zu dem er acht Treffer beisteuerte. In der Folgesaison 1925/26 schoss er 24 Tore für die Rot-Weißen und wechselte anschließend zum größten Rivalen Sparta Prag.
Auch für Sparta schoss Silný regelmäßig Tore, 1930/31 war er mit 18 Treffern bester Torschütze seiner Mannschaft. 1927 hatte er mit Sparta nicht nur die Tschechoslowakische Meisterschaft gewonnen, sondern auch den Mitropapokal. Im Finalhinspiel, in dem Sparta Prag SK Rapid Wien mit 6:2 bezwang, schoss Silý zwei Tore, im Rückspiel erzielte er bei der 1:2-Niederlage den Ehrentreffer.
Am 17. Oktober 1932, im Derby gegen seinen ehemaligen Verein Slavia, durchbrach Silný als erster Spieler die 100-Tore Marke in der höchsten Spielklasse. 13 weitere Tore sollte er noch folgen lassen. 1933 wechselte er zum SC Nîmes, kehrte aber schon im Sommer 1934 wieder zurück und spielte fortan für FC Bohemians Prag, für das er noch fünf Ligatore erzielte.
Im Herbst 1935 kehrte Silný zu seinem Jugendverein Hanácka Slavia Kroměříž zurück und war dort bis 1940 als Spielertrainer tätig.
Erfolge und Ehrungen
- Tschechoslowakischer Meister 1925, 1927 und 1932
- Meister Mittelböhmischer Gau 1924
- Mittelböhmischer Pokal 1926, 1931
- Mitropapokal 1927
- Mitglied im Klub ligových kanonýrů, 113 Erstligatore.

## Nationalmannschaft
Josef Silný debütierte am 28. Oktober 1925 in der Tschechoslowakischen Nationalmannschaft, beim 7:0 über Jugoslawien erzielte er das fünfte Tor. In den folgenden neun Jahren gehörte er zum Stamm der Auswahl und bestritt insgesamt 50 Länderspiele, das letzte im Achtelfinale der Weltmeisterschaft 1934 gegen Rumänien. Für sein Land schoss Josef Silný 28 Tore.